# Pietro Niccolini
Pietro Niccolini (Firenze, 5 settembre 1572 – Firenze, 1º dicembre 1651) è stato un arcivescovo cattolico italiano, arcivescovo di Firenze dal 1632 al 1651.

## Biografia
Di antica e nobile famiglia, nacque a Firenze, e fu vicario generale dell'arcidiocesi della sua città per circa venticinque anni, durante i quali maturò una indiscutibile conoscenza delle parrocchie e del clero locale. Fu nominato arcivescovo il 7 giugno 1632.
Fu instancabile nell'opera di guida e sostenimento dell'arcidiocesi. Oltre alla visita pastorale di tutte le parrocchie egli volle conoscere la situazione di tutte le compagnie che operavano nell'arcidiocesi e tenne due sinodi, nel 1637 e nel 1645. Richiamò il clero ad una maggiore attenzione al loro ruolo, soprattutto in tempi di ristagno economico che la città subì in quel secolo. Nonostante l'impoverimento di molte parrocchie egli pretese che il decadimento fosse frenato, imponendo il decoro nelle vesti, negli arredi e nelle strutture delle chiese. In questo senso diede il buon esempio restaurando il palazzo arcivescovile e protesse i benefici spettanti all'arcidiocesi.
Morì il 1º dicembre 1651.

## Genealogia episcopale
La genealogia episcopale è:
- Cardinale Guillaume d'Estouteville, O.S.B.Clun.
- Papa Sisto IV
- Papa Giulio II
- Cardinale Raffaele Riario
- Papa Leone X
- Papa Paolo III
- Cardinale Francesco Pisani
- Cardinale Alfonso Gesualdo
- Papa Clemente VIII
- Cardinale Pietro Aldobrandini
- Cardinale Laudivio Zacchia
- Cardinale Antonio Barberini, O.F.M.Cap.
- Arcivescovo Pietro Niccolini